# Tortebesse
Tortebesse är en kommun i departementet Puy-de-Dôme i regionen Auvergne-Rhône-Alpes i centrala Frankrike. Kommunen ligger i kantonen Herment som tillhör arrondissementet Clermont-Ferrand. År 2022 hade Tortebesse 79 invånare.

## Befolkningsutveckling
Antalet invånare i kommunen Tortebesse
| Referens: INSEE |